# Mauergrundstücksgesetz
Das Mauergrundstücksgesetz (MauerG) regelt den Rückerwerb von Grundstücken, die für Zwecke der Errichtung oder des Ausbaus von Sperranlagen an der ehemaligen Grenze zwischen der Bundesrepublik Deutschland einschließlich Berlin (West) und der Deutschen Demokratischen Republik einschließlich Berlin (Ost) in Volkseigentum überführt wurden, an die ehemaligen Eigentümer oder deren Rechtsnachfolger (Berechtigte).

## Regelungen im Einigungsvertrag (1990)
Gemäß Art. 21 Abs. 1 Einigungsvertrag (EV) ging das Verwaltungsvermögen der DDR, das für Zwecke genutzt wurde, die nach dem Grundgesetz Bundesaufgaben sind, auf den Bund über. Die Grenzanlagen dienten militärischen Zwecken, die nach dem Grundgesetz vom Bund zu erfüllen sind. Die Bundeswehr übernahm mit der Wiedervereinigung diese Flächen, ließ die Sperranlagen abbauen und mit hohem Aufwand von Minen befreien. Danach übergab sie die Flächen der Bundesvermögensverwaltung in das Allgemeine Grundvermögen. Die Bundesvermögensverwaltung hatte die Aufgabe, diese Grundstücke für öffentliche Zwecke (z. B. Verkehrsanlagen an Autobahnen) zur Verfügung zu stellen und – sofern ein solcher Zweck nicht bestand – nach den Vorgaben der Bundeshaushaltsordnung zu verkaufen.
Die Frage, ob Volkseigentum der DDR an frühere Eigentümer zu restituieren war oder ob es öffentliches Eigentum (des Bundes, der Länder, Kommunen oder anderer Träger) bleiben sollte, gehörte zwischen der Bundesrepublik Deutschland und der DDR zu den offenen Vermögensfragen. Sie wurde nach Maßgabe der Gemeinsamen Erklärung der Regierungen der Bundesrepublik Deutschland und der Deutschen Demokratischen Republik zur Regelung offener Vermögensfragen vom 15. Juni 1990 entschieden. Das hierauf beruhende Gesetz zur Regelung offener Vermögensfragen (VermG) wurde im Kern folgendermaßen begründet: „Für den Zeitraum nach Gründung der Deutschen Demokratischen Republik (7. Oktober 1949) gilt [...] der Grundsatz der Restitution, soweit Vermögenswerte ihren Eigentümern in rechtsstaatswidriger Weise entzogen worden sind. Das Gesetz zielt somit nicht auf die Korrektur sämtlicher Eingriffe in Privatvermögen ab, die innerhalb der letzten 40 Jahre nach innerstaatlichem Recht der DDR auf der Grundlage einer sozialistischen Wirtschafts- und Gesellschaftsordnung vorgenommen worden sind.“ Entscheidend war somit, ob die Überführung von Grundstücken in Volkseigentum zu Grenzsicherungszwecken nach dem Recht der DDR (auf der Grundlage des Verteidigungsgesetzes) rechtmäßig oder rechtswidrig war.
Das MauerG gilt nur für Grundstücke, an denen keine Rückübertragungs- oder Entschädigungsansprüche nach dem Vermögensgesetz bestehen (§ 1 Abs. 3 MauerG).
Da die Inanspruchnahme von Grenzgrundstücken für das Volkseigentum – freiwillig oder durch Enteignung – nach den Regelungen des Einigungsvertrages und des VermG in der Regel nicht rückgängig gemacht wurde, wurden diejenigen Grenzgrundstücke, die nach der Wiedervereinigung nicht für öffentliche Zwecke benötigt wurden, vom Bund verkauft. Dies stieß auf Kritik von Naturschützern, die den Grenzstreifen als Grünes Band erhalten wollten und sich daher gegen eine Zersplitterung der Eigentumsverhältnisse wandten. Vor allem aber äußerten Alteigentümer massive Kritik daran, dass ihnen die Grundstücke nicht restituiert wurden. Vom Inkrafttreten des Einigungsvertrages dauerte es noch sechs Jahre, bis eine gesetzliche Regelung getroffen wurde, die ihrem Anliegen jedenfalls teilweise entsprach.

## Das Gesetzgebungsverfahren (1994–1996)

Mauer- und Grenzgrundstücke
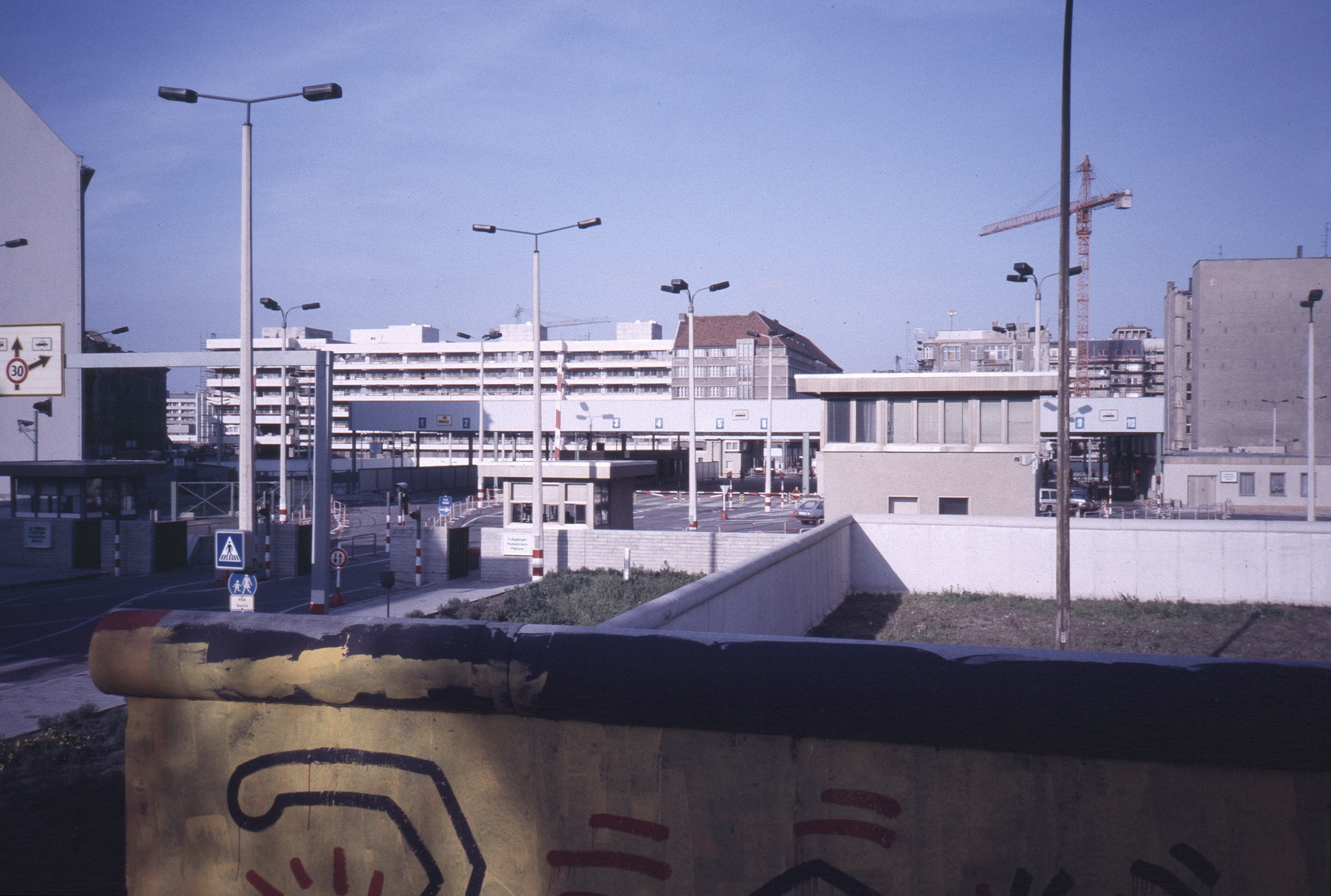
Grenzanlagen am Checkpoint Charlie in Berlin, 1986
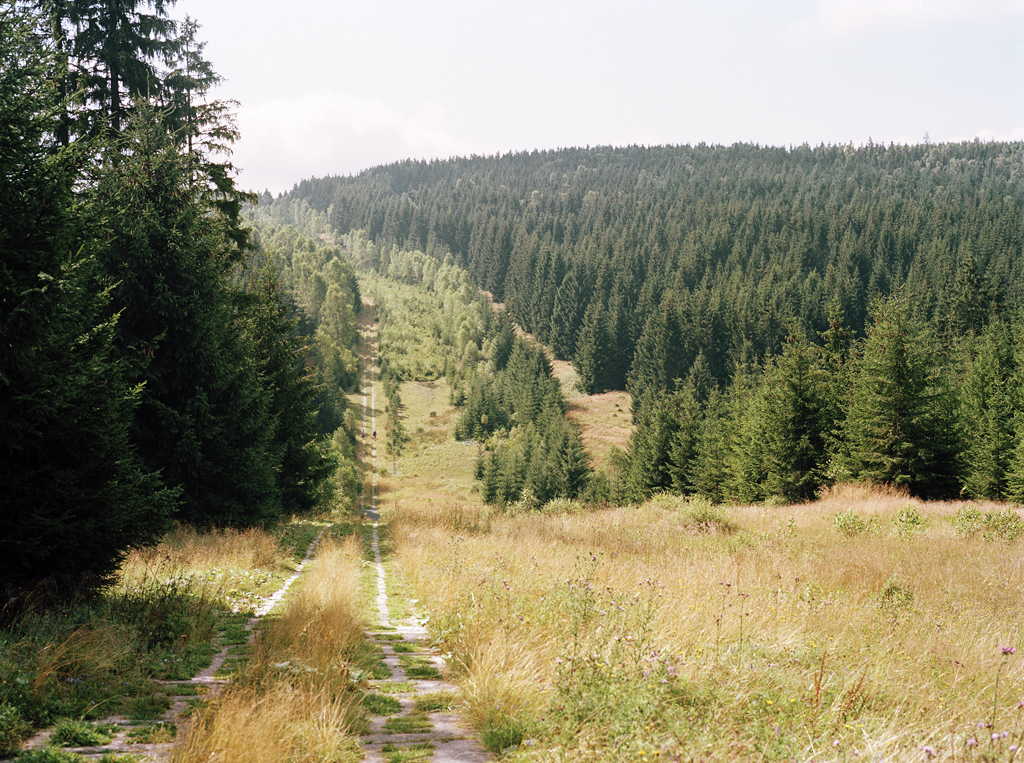
Grenzverlauf in der Nähe von Sorge und Hohegeiß im Harz

Vorgeschichte: Bereits 1992 hatte das Land Berlin den Entwurf eines Gesetzes zur Regelung der Rechtsverhältnisse der Grundstücke an der innerdeutschen Grenze und der Grundstücke von Zwangsausgesiedelten beim Bundesrat eingebracht. Die Begründung lag vor allem auf moralisch-politischer Ebene: Nach Art. 14 GG seien Enteignungen nur zum Wohl der Allgemeinheit zulässig. Die Enteignung von Grenzgrundstücken sei dagegen erfolgt, um einen Unrechtsstaat in seinem Bestand zu sichern. Daher müssten diese Maßnahmen rückgängig gemacht werden. Der Antrag Berlins hatte letztlich keinen Erfolg.
Auf Initiative des Landes Berlin vom 11. Mai 1994 brachte der Bundesrat am 2. November 1994 den Entwurf eines Gesetzes zur Einbeziehung der Mauer- und Grenzgrundstücke in das Vermögensgesetz ein. Inhalt war die Einbeziehung von Überführungen von Grenzgrundstücken in Volkseigentum in die Regelungen des VermG. Begründet wurde die Initiative mit der Menschenrechts- und Völkerrechtswidrigkeit des Mauerbaus und des Grenzregimes. Auch bei der Regelung der Eigentumsverhältnisse müsse ein dem sozialen Rechtsstaat würdiges Zeichen gegenüber dem Unrecht des SED-Staates gesetzt werden. Gegenüber diesen Argumenten wurde eingewandt, dass die Parteien des Einigungsvertrages gerade keine Totalrevision von 40 Jahren DDR-Maßnahmen gewollt hätten. Außerdem wurde befürchtet, dass eine Restitution von Grenzgrundstücken ein Präjudiz für weitere Sachverhalte darstelle, die dann aufgrund des Gleichbehandlungsgrundsatzes ebenfalls restituiert werden müssten. Es ist bemerkenswert, dass die Initiative zugunsten der Alteigentümer von Grenzgrundstücken jeweils von Berlin ausging, obwohl es bei den Mauergrundstücken um das frühere West-Berlin nur um acht Quadratkilometer ging, gegenüber rund 700 Quadratkilometern an der innerdeutschen Grenze.
Allerdings machen die Bodenpreise in und um Berlin ein Vielfaches etwa von landwirtschaftlichen Grundstücken in Thüringen aus. Die Hauptnutznießer einer Vergünstigung waren somit die Alteigentümer von Grundstücken in und um Berlin. Die Befürworter der Interessen der Alteigentümer ließen fiskalische Argumente, dass die Verkaufserlöse des Bundes zur Mitfinanzierung von Aufgaben im Beitrittsgebiet benötigt wurden, nicht gelten.
Im Laufe des Gesetzgebungsverfahrens wurde ein Kompromiss geschlossen. Die ehemaligen Eigentümer oder ihre Rechtsnachfolger (Berechtigte) erhielten ein Rückerwerbsrecht zu 25 % des Verkehrswertes. Dieser Anspruch war ausgeschlossen, wenn „der Bund sie nicht für dringende eigene öffentliche Zwecke verwenden oder im öffentlichen Interesse an Dritte veräußern will.“ In diesem Fall wurde den Berechtigten ein Zahlungsanspruch in Höhe von 75 % des Verkehrswertes gegen den Bund eingeräumt. Ferner wurde ein Fonds zur Förderung von wirtschaftlichen, sozialen und kulturellen Zwecken im Beitrittsgebiet errichtet (§ 5 des Gesetzes), der vom Bundesfinanzministerium verwaltet wird. Dem Fonds stehen die Einnahmen aus der Veräußerung von Mauer- und Grenzgrundstücken abzüglich der Leistungen an die Berechtigten zu. Er ist aufzulösen, sobald alle nach dem MauerG gestellten Anträge abgearbeitet bzw. alle Mauergrundstücke veräußert sind.
Für die öffentlichen Haushalte bedeutet dies: Ohne das MauerG wären alle Veräußerungserlöse gemäß der Bundeshaushaltsordnung in den Bundeshaushalt geflossen. Diese Einnahmen hätte der Bund gemäß Art. 21 Abs. 4 Einigungsvertrag „für die Erfüllung öffentlicher Aufgaben in dem in Artikel 3 genannten Gebiet [...] verwenden“ müssen. Infolge des MauerG kamen demgegenüber 75 % der Erlöse oder (bei Verwendung für öffentliche Zwecke des Bundes) des Verkehrswertes den Berechtigten zugute. Nur die verbleibenden 25 % flossen bzw. fließen in den genannten Fonds, der wiederum Projekte in den neuen Ländern und Berlin fördert und somit deren Landeshaushalte entlastet.

## MauerV
Aufgrund einer Ermächtigung in § 6 MauerG erließ das Bundesministerium der Finanzen (BMF) die Verordnung nach § 6 des Mauergrundstücksgesetzes (Mauergrundstücksverordnung – MauerV), die 2024 neugefasst wurde. Dort ist geregelt, dass die neuen Bundesländer und Berlin Projekte vorschlagen, die aus dem Fonds gefördert werden sollen. Das BMF schlägt im Einvernehmen mit den Finanzministerien der in Artikel 1 des Einigungsvertrages genannten Länder sowie der Senatsverwaltung für Finanzen des Landes Berlin dem Haushaltsausschuss des Deutschen Bundestages die Förderung der prioritären Projekte im Beitrittsgebiet vor. In § 2 Abs. 3 MauerV ist folgender Schlüssel für die prozentuale Verteilung auf die Länder festgelegt, sofern kein länderübergreifendes Projekt festgelegt wird:
| Land Berlin                 | 08,11 % |
| Land Brandenburg            | 16,10 % |
| Land Mecklenburg-Vorpommern | 11,98 % |
| Freistaat Sachsen           | 29,63 % |
| Land Sachsen-Anhalt         | 17,88 % |
| Freistaat Thüringen         | 16,30 % |

## Verwaltungsvorschriften
- Die Vorläufigen Richtlinien des Bundesministeriums der Finanzen über den Verkauf von Mauer- und Grenzgrundstücken, die für Zwecke der Errichtung oder des Ausbaus von Sperranlagen in Volkseigentum überführt wurden (VorlRichtlMauerG)[12] wurden mit Erlass des Bundesfinanzministeriums vom 31. Juli 1996 an die Oberfinanzdirektionen (Bundesvermögensabteilungen) Berlin, Chemnitz, Cottbus, Erfurt, Magdeburg, Rostock und Hannover bekanntgegeben. Darin wird bestimmt, dass alle Erlöse aus der Veräußerung von ehem. Mauer- und Grenzgrundstücken, die nach Inkrafttreten des MauerG erzielt werden, bei Kap. 0807 Titel 131 02 des Bundeshaushaltes zu vereinnahmen sind. Die gegenwärtige Haushaltsstelle ist Kapitel 6003 des Bundeshaushalts 2016 (Anlage 2: Wirtschaftsplan des Fonds nach § 5 Mauergrundstücksgesetz (6094)).

- Steuerliche Behandlung des Verkaufs von Mauergrundstücken (Senatsverwaltung für Finanzen, 17. März 1999, III B 11-S 1901-11/96, FMNR251150099) – außer Kraft seit 30. Juli 2013.

## Rechtsprechung
- Bundesgerichtshof, Urteil vom 4. April 2003 – V ZR 268/02, VIZ 2003, 387 ff.: Zulässige Veräußerung an einen Dritten
- Brandenburgisches Oberlandesgericht, Urteil vom 6. Mai 2008 - 11 Baul. U 1/07: Kein gemeindliches Vorkaufsrecht nach § 24 BauGB